# ウッドヴィル・レイサム

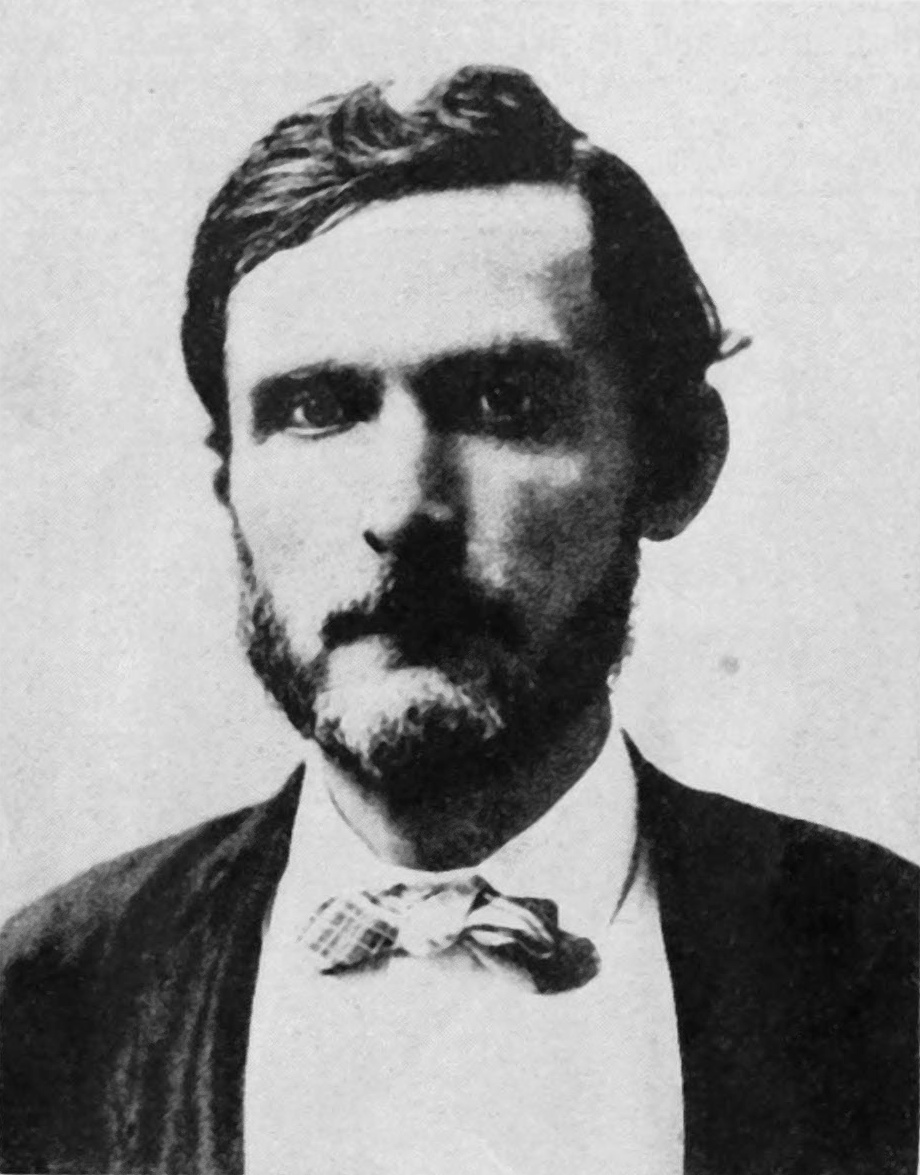
1922年に出版された映画史に関する記事に掲載された、撮影時期不詳のウッドヴィル・レイサムの写真。

ウッドヴィル・レイサム少佐（Major Woodville Latham、1837年 - 1911年）は、南北戦争中のアメリカ連合国（南軍）砲兵士官、ウェストバージニア大学の化学の教授。彼は初期の映画技術の発展に重要な役割を果たした。
ウッドヴィル・レイサムは、ニューヨークのキネトスコープ・パーラーのオーナーであったグレイ・レイサム (Grey Latham) とオトウェイ・レイサム (Otway Latham) の父であった。1894年12月、レイサムは、息子たちとともに、フランクフォート通り35番地 (35 Frankfort Street) にラムダ社 (the Lambda Company) を構え、以前トーマス・エジソンに雇われていたウジェーヌ・ローストを雇い、さらに活動写真の先駆者ウィリアム・ケネディ・ディクソンも雇った。ディクソンは、1895年4月までエジソンに雇用されていたため、当初はレイサムへの専門知識の提供は秘密裏におこなわれていた。1895年4月21日、エイドロスコープ (Eidoloscope) が報道陣に公開され、5月20日には有料での一般公開がおこなわれ、5月4日に開催されたグリフォ対バーネットの懸賞ボクシング試合の様子をマディソン・スクエア・ガーデンの屋根から撮影した映像が、ロウアー・ブロードウェイの店舗で上映された。

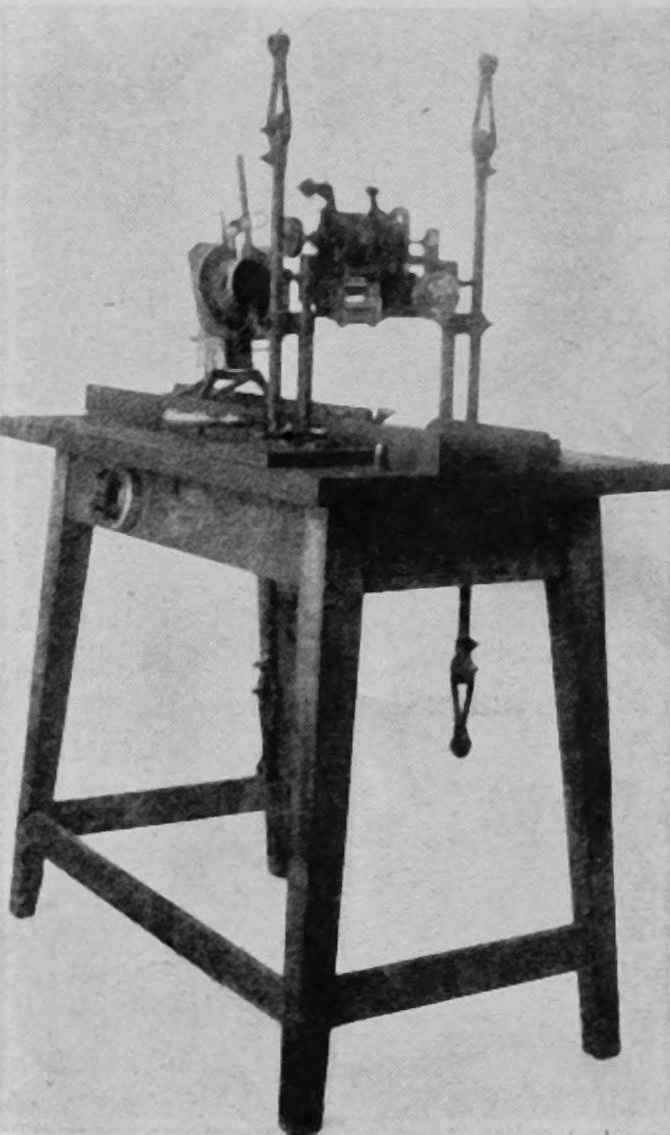
レイサムの初期の映写機のひとつ。

レイサムは、1898年には映画事業を放棄し、彼らの特許も失われた。レイサム少佐は、1910年に二人の息子たちに先立たれたが、彼らは快楽主義的な性格であったと言われている。
ディクソンとローストの支援を受けたレイサムは、レイサム・ループ (Latham loop) として知られる発明で有名になったが、これは映画のカメラや映写機の内部の機構で、映画史上重要な発展であり、これによって映画は、たかだか1分ほどの長さしか上映できなかったエジソンのキネトスコープに対し、連続して長時間の撮影や上映が可能になった。死去する直前の1911年、レイサムは、「レイサム・ループ」の特許に関する聴聞会で証言した。 